# كارلوس ألبرتو غوميز مونتيرو
كارلوس ألبرتو غوميز مونتيرو (بالبرتغالية: Carlos Alberto Pintinho‏) (25 يونيو 1954 بريو دي جانيرو في البرازيل - ) هو لاعب كرة قدم برازيلي في مركز الوسط، شارك في الألعاب الأولمبية الصيفية 1972. وشارك مع منتخب البرازيل لكرة القدم. أما مع النوادي، فقد لعب مع نادي إشبيلية ونادي فاسكو دا غاما ونادي فلومينينسي ونادي قادش ونادي فارنزي.

## وصلات خارجية
- كارلوس ألبرتو غوميز مونتيرو على موقع الاتحاد الدولي (مؤرشف)  (الإنجليزية)
- كارلوس ألبرتو غوميز مونتيرو على موقع قاعدة بيانات كرة القدم.إي يو (الإنجليزية)
- كارلوس ألبرتو غوميز مونتيرو على موقع ناشيونال فوتبول تيمز (الإنجليزية)
- كارلوس ألبرتو غوميز مونتيرو على موقع عالم كرة القدم.نت (الإنجليزية)
- كارلوس ألبرتو غوميز مونتيرو على موقع أوليمبيديا (الإنجليزية)